# Ars Musicae

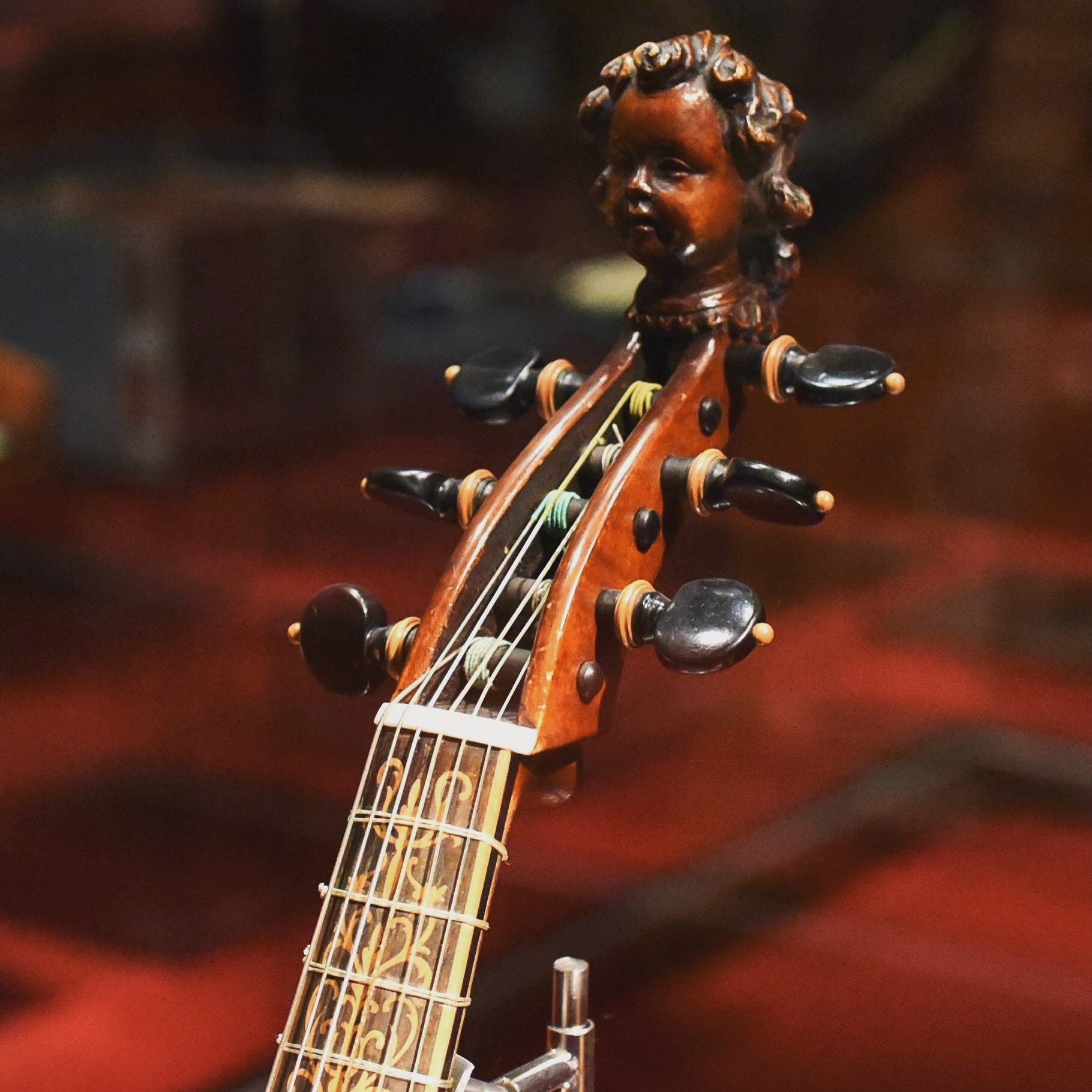
Detall de viola de gamba d'Ignacio Fleta, 1941, al Museu de la Música de Barcelona

Ars Musicae de Barcelona o simplement Ars Musicae va ser un conjunt vocal i instrumental català dedicat a la interpretació de la música de l'edat mitjana, del Renaixement i del primer Barroc. Va ser fundat a Barcelona, el 1935, per Josep María Lamaña, musicòleg especialitzat en organología musical. Va ser un dels grups pioners a nivell mundial en la interpretació de la música antiga i amb la construcció de còpies d'instruments originals.

## Història
Els seus orígens es remunten a l'Orquestra d'Estudis Simfònics de Barcelona fundada per Eduard Toldrà el 1924 i formada per instrumentistes no professionals. L'any 1935, aquesta orquestra passaria a denominar-se Ars Musicae. La seva primera actuació pública va ser el 1936 durant l'obertura del Congrés Internacional de Musicologia celebrat a Barcelona.
Inicialment van estar dirigits pel seu fundador Josep Maria Lamaña. A partir de l'any 1957 i fins al 1972 per Enric Gispert i a partir de llavors i fins a 1979 per Romà Escalas i Llimona.
La famosa soprano catalana Victòria dels Àngels es va vincular al grup durant la seva etapa formativa, el 1941, i va romandre en ell durant cinc anys, la qual cosa li va permetre familiaritzar-se amb el repertori antic. La seva primera aparició pública amb Ars Musicae va ser el 19 de maig de 1944 al Palau de la Música Catalana.Més tard va seguir actuant esporàdicament amb l'agrupació, de la qual va arribar a ser Presidenta d'Honor, i amb la qual va realitzar alguns enregistraments a la dècada del 1960.
Uns altres artistes vinculats en algun moment amb Ars Musicae van ser el tenor Josep Benet, el violagambista Jordi Savall i la soprano Montserrat Figueras que va donar el seu primer concert amb aquesta formació.
A partir del 1965 el grup va comptar amb la col·laboració permanent del Cor Alleluia, dirigit per Enric Gispert.
Després de la dissolució del grup l'any 1980, els seus instruments i la seva documentació musical van passar a formar part delMuseu de la Música de Barcelona. Molts d'aquests instruments van ser construïts per Ignasi Fleta, Josep Maria Lamaña i els Montserrat, entre d'altres, tots ells treballant per a aconseguir una aproximació als originals i l'autenticitat dels sons de cada època.

## Membres del grup
Relació de membres del grup.

### Músics
- Andreu Figueras
- Antoni Figueras
- Enric Gispert
- Ferran Casanovas
- Ferran Martínez
- Isabel Rocha
- Jordi Savall
- Jordi Soler
- Jordi Jané
- Jordi Moraleda
- Josep Bassal
- Josep M. Gelpi
- Josep-Maria Lamaña
- Laura Almerich
- Maria Dolors Bonal
- Maria Capdevila
- Maria Llates
- Montserrat Torrent
- Pere Casulleras
- Pere Ros
- Pilar Figueras
- Otto Schwarz
- Renata Tarragó
- Romà Escalas
- Salvador Mas
- Sergi Casademunt

### Cantants
- Victòria dels Àngels
- Antonia Jordá
- Irene Miret
- Joan Ferrer
- Joan Moreu
- Joaquim Proubasta
- Josep Benet
- Maria Dolors Agell
- Manolo Casares
- Montserrat Figueras
- Llorenç Santandreu
- Xavier Torra
- Cor Alleluia

## Discografia parcial
Els enregistraments que venen a continuació s'han ordenat per la data en què van ser publicats o enregistrats per primera vegada, però s'han posat les edicions més modernes que es poden trobar actualment en CD. En els casos en els quals no existeixi edició en CD, s'informa de la corresponent edició en vinil. Alguns discos s'han reeditat en CD com a part d'algunes recopilacions. Les antigues recopilacions en vinil no s'han inclòs.
Àlbums originals:
- 1942 - Victòria de los Ángeles: The Early Recordings, 1942-1953. Àlbum publicat el 1996 amb 2 cançons tradicionals hongareses inèdites d'Ars Musicae i Victòria dels Àngels de l'any 1942. Testament 1087
- 1960 - Victòria de los Angeles: Spanish Songs of the Renaissance. Amb Victòria dels Àngels.Dades a medieval.org - (anglès). Edició en CD en la recopilació Victòria dels Àngels: Songs of Spain.
- 1968 - Victòria de los Ángeles: Songs of Andalusia. Amb Victòria dels Àngels.Dades a medieval.org - (anglès). Edició en CD en la recopilació Victoria de los Angels: Songs of Spain.
- 1968? - La música en la Corte de los Reyes Católicos. Al costat del Cor Alleluia. MEC 1001
- 1968 - La música en la Corte Española de Carlos V. MEC 1004 CD
- 1968 - Li Moyen-Age Catalan. També publicat com Del Romànico al Renacimiento. Harmonia mundi "Musique d'Abord" HMA 190 051, PDI G-80.1053.Dades a medieval.org - (anglès)
- ???? - Música en la corte de Jaime I: 1209-1276. MEC 1013 CD.Dades a medieval.org - (anglès)
- 1977 - Tomás Luis de Victoria: Officium Defunctorum. Juntament amb la Escolania de Montserrat i la Capella de Música de Montserrat. Edició en CD en les recopilacions Victoria: Missa Pro Defunctis / Cererols: Missa de Gloria i Tomás Luis de Victoria: Missa Pro Defunctis, Fira VI in parasceve ad matutinum
- 1979 - Joan Cererols: Missa de Batalla, Missa de Gloria. Juntament amb l'Escolania de Montserrat i la Capella de Música de Montserrat. Deutsche Harmonia Mundi GD 77057
- 1979 - Joan Cererols: Vespres de la Mare de Déu. També publicat com Joan Cererols: Vesperae Beatae Mariae Virginis. Juntament amb l'Escolania de Montserrat i la Capella de Música de Montserrat. Koch Schwann 3-1631-2
- 1979 - Joan Cererols: Geistliche Romanzen. També publicat com Joan Cererols: 9 Villancets. Juntament amb l'Escolania de Montserrat i la Capella de Música de Montserrat. Schwann AMS 2611, Deutsche Harmonia Mundi 4006 (LP)

Àlbums recopilatoris i caixes de discos:
- ???? - Victoria: Missa Pro Defunctis / Cererols: Missa de Gloria. EMI Deutsche Harmonia Mundi CDM 7 69482 2. Inclou l'àlbum:
  - 1977 - Tomás Luis de Victoria: Officium Defunctorum
- 1991 - Joan Cererols: Missa Pro Defunctis, Missa de Batalla, Missa de Gloria. Deutsche Harmonia Mundi. Inclou l'àlbum:
  - 1979 - Joan Cererols: Missa de Batalla, Missa de Gloria
- 1995 - Tomás Luis de Victoria: Missa Pro Defunctis, Fira VI in parasceve ad matutinum. Deutsche Harmonia Mundi 05472 77423 2. Inclou l'àlbum:
  - 1977 - Tomás Luis de Victoria: Officium Defunctorum
- 1998 - Victòria dels Angeles: Songs of Spain. EMI Classics 7243 5 66 937 2 2 (4 CD).Dades a medieval.org - (anglès). És una caixa de 4 CD que inclou 2 àlbums d'Ars Musicae: 
  - 1960 - Victòria de los Ángeles: Spanish Songs of the Renaissance
  - 1968 - Victòria de los Ángeles: Songs of Andalusia
- 2004 - Verge Morenata de Montserrat. The Black Madonna. Les 5 primeres pistes del recopilatori provenen de Joan Cererols: Vespres de la Mare de Déu. VMS 139